# Merion Donovan
Merion Donovan (engl. Marion O’Brien Donovan; Fort Vejn, 15. oktobar 1917 — Njujork, 4. novembar 1998) bila je američka inovatorka i izumiteljka. Njen najpoznatiji pronalazak su pelene za jednokratnu upotrebu.

## Biografija
Rođena je kao Merion O'Brajen 1917. godine u Fort Vejnu u Indijani (SAD). Odrasla je u porodici pronalazača i još kao dete pokazivala je interesovanje za iznalaženje kreativnih i praktičnih rešenja. Njeni otac i stric izumeli su industrijsku mašinu za mlevenje sirovina i industrijsku gumu za brušenje. U wima je imala uzore, saradnike i učitelje. Posle majčine smrti, kada joj je bilo samo sedam godina, većinu vremena počela je da provodi u očevoj fabrici. Po završetku srednje škole Merion odlazi na studije u Filadelfiju gdje je 1939. godine na koledžu Rozmont diplomirala engleski jezik. Po završetku studija dobija posao urednice u modnom časopisu Vog, a paralelno radi i za Harperov bazar (eng. Harper’s Bazaar).
Po završetku Drugog svetskog rata Merion se udaje za preduzetnika Džejmsa Donovana daje ostavku na svom radnom mestu i mladi par seli se u Konektikat, gde se Merion posvećuje porodici i domaćinstvu. Život domaćice omogućio joj je da oživi svoj instinkt za inovacije stečen u detinjstvu. Na izum jednokratnih pelena podstaklo ju je rođenje njenog drugog deteta, 1946. godine, a kasnije je izumela i niz drugih proizvoda namenjenih ženama. U međuvremenu se vratila školovanju i 1958. godine magistrirala je arhitekturu na Jejlu, kao jedna od tri žene te generacije.
Umrla je u 81. godini u Njujorškoj bolnici Lenoks Hil.

## Pronalazački rad
Majčinstvo i život domaćice omogućili su Merion da oživi svoj instinkt za inovacije stečen u detinjstvu. Osim koncepta za pelene, Merion je osmislila još dvadeset patenata. Među njima su bili proizvodi namenjeni ženama, među kojima su razna praktična rešenja poput kutije za maramice za lice, aparata za papirne ubruse, kopče za haltere, seta koverti i ukrasnih papira za pisma, organizatora ormara (kompaktna vešalica) i proizvoda za dentalnu higijenu. Godinama je radila i kao konsultantkinja za razvoj proizvoda.

### Nepromočive pelene i pelene za jednokratnu upotrebu
Ideju za unošenje inovacija u dečje pelene Merion je dobila kada joj se 1946. godine rodilo prvo dete. Zahvaljujući svojoj frustraciji neprekidnim  menjanjem platnenih pelena osmislila je moguće ršenje ovog problema. Od plastične zavese za tuš sašila je „omot” za pelene i tako razvila koncept za prve vodootpornu pelen. Nizom pokušaja dizajnirala je i usavršila oblogu za pelene koja, za razliku od do tada masovno korišćenih „gumenih gaća, nije nadraživala dečju kožu i izazivala pelenski osip. Finalni proizvod, posle niza pokušaja, bio je izrađen od najlonskog padobranskog platna, uz još jednu inovaciju - dotadašnje zihernadle, kojima su pelene pričvršćavane, zamijenila je plastičnim dugmićima. Iako je ovaj izum nudila mnogim proizvođačima, odbijali su je sa obrazloženjem da takav proizvod neće naći kupce. Bila sigurna da greše i pošto je prvo zavela patent pelena za jednokratnu upotrebu, počela je i sama da ih izrađuje. Svoj proizvod je plasirala u otmenoj njujorškoj robnoj kući Saks na Petoj aveniji, gde je postigao izuzetan uspeh - nepromočive pelene rasprodate su u roku od jednog sata. Patent je odobren 1951. godine i Merion ga je za milion dolara prodala preduzeću za patente Keko.
Merion se, međutim, nije zadovoljila ovom inovacijom, već se posvetila puno značajnijem izumu - pelenama za jednokratnu upotrebu. Posle mnogo eksperimentisanja dizajnirala je otporan, upijajući papir koji je uspešno vršio ulogu dotadašnjih platnenih pelena. Zanimljivo je da su proizvođači i ovaj proizvod smatrali nepotrebnim i nepraktičnim. Deset godina je prošlo do trenutka kada su pelene za jednokratnu počele masovno da se proizvode. Prvi je počeo da ih pravi 1961. godine Viktor Mils za preduzeće Proktor end gembl pod nazivom „Pampers”.